# Agalmyla tuberculata
Agalmyla tuberculata är en tvåhjärtbladig växtart som beskrevs av Joseph Dalton Hooker. Agalmyla tuberculata ingår i släktet Agalmyla och familjen Gesneriaceae. Inga underarter finns listade i Catalogue of Life.